# 吐鲁番北站

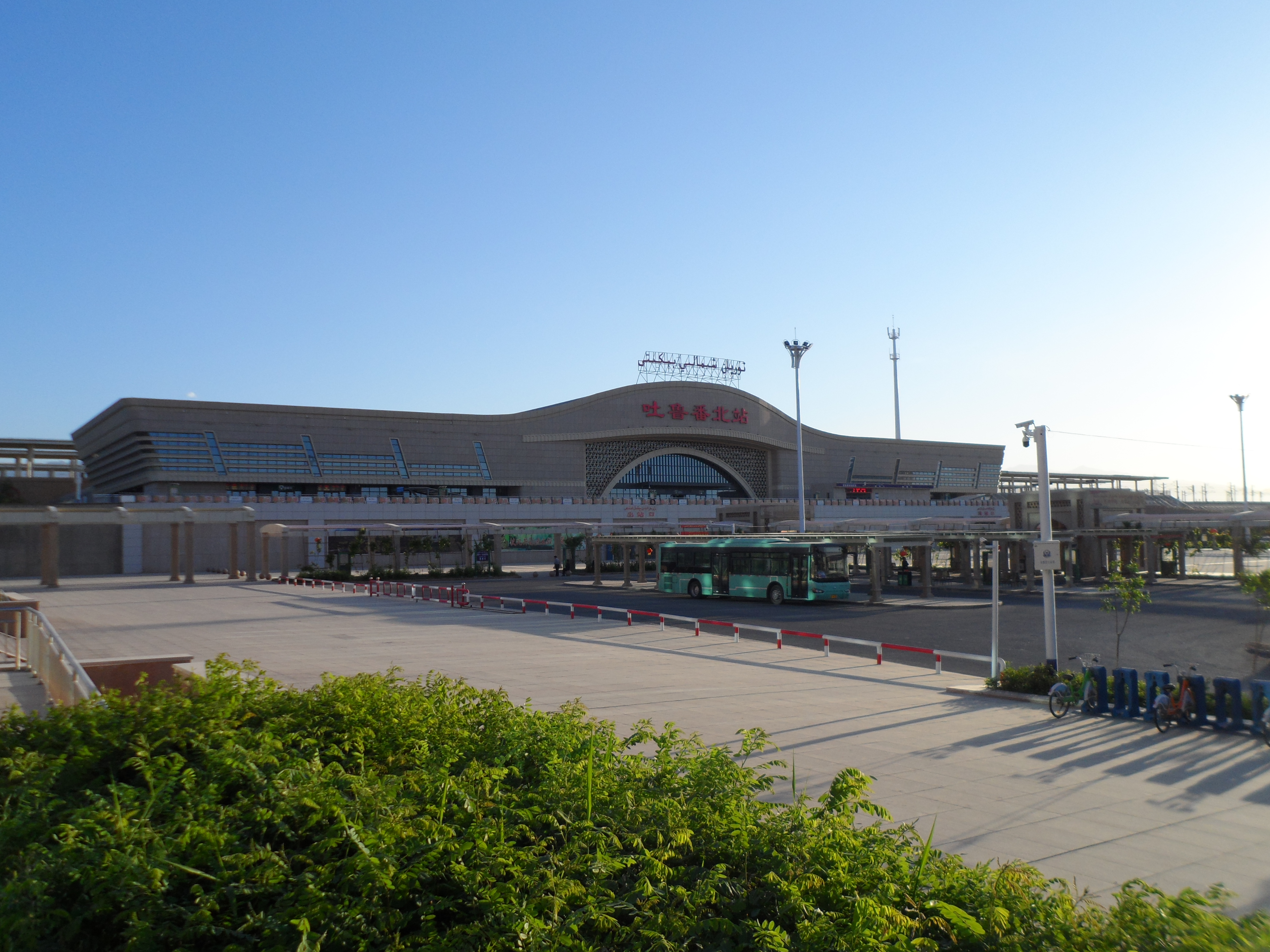
吐鲁番北站

吐鲁番北站（维吾尔语：تۇرپان شىمالىي بېكىتى，拉丁维文：Turpan shimaliy bëkiti），位于中华人民共和国新疆维吾尔自治区吐鲁番市高昌区，是兰新客运专线上的高铁站，于2014年12月26日开通启用，由中国铁路乌鲁木齐局集团管辖。吐鲁番北站站区面积为15万平方米，其中站房建筑面积1万平方米，站场规模为3台8线。

## 車站建筑
- 建筑设计理念

吐鲁番北站站房和站前广场以土黄色为主色调，设计风格上充分体现了“葡萄之乡、西域风情”的设计理念，汲取了吐鲁番地区葡萄晾干房的建筑元素，采用了拱券、纹饰等独特的地域文化特点，造型舒展大气，简洁流畅。整个建筑具有浓郁的现代化气息和地方文化特色。
- 整体布局

吐鲁番北站主体设计分上下两层。上层为旅客进站通道，设有售票窗口；下层为旅客出站通道，车辆可通过引桥直接驶往上层送达旅客，以避免人流交织造成拥挤。截至2014年11月，吐鲁番北站站区面积为15万平方米，其中站房建筑面积1万平方米，建筑高度20米，设计最高可同时容纳1200人候车。旅客流量为日均5000人，高峰时日均1万人，站台雨棚长450米，宽10.5米。
- 车站周边

吐鲁番国际会展中心、京新高速公路、吐魯番交河機場

## 歷史
- 2009年11月，兰新客专正式开建，线路途经吐鲁番市并设吐鲁番北站 。

- 2013年4月5日，吐鲁番北站正式开工建设；7月22日，主站房结构封顶。

- 2014年8月底，吐鲁番北站竣工；11月16日，随兰新高速铁路乌哈段的正式开通而投入运营。

- 2014年12月26日，伴随兰新高铁通车，该站正式开通启用。

## 外部連結
- 中国铁路客户服务中心（页面存档备份，存于）